# Wilhelm Peters
Wilhelm Karl Hartwich Peters (22 de abril de 1815 em Koldenbüttel - 20 de abril de 1883) foi um naturalista e explorador alemão. Foi assistente de Johannes Peter Müller e posteriormente curador do Museu de História Natural de Berlim, sucedendo a Martin Lichtenstein em 1858. Em setembro de 1842 viajou para Moçambique via Angola. Retornou a Berlim com uma enorme coleção de espécimes. Escreveu o Naturwissenschaftliche Reise nach Mossambique... in den Jahren 1842 bis 1848 ausgeführt (1852-82).